# Monte Venere (Appennino bolognese)
Il monte Venere è una montagna del medio-alto Appennino bolognese che si eleva sullo spartiacque della valle dei torrenti Savena (a est) e Sambro (a ovest), lo stesso di cui fa parte, più a valle, il monte Adone.

## Descrizione
Il piccolo massiccio di monte Venere, interamente incluso nel comune di Monzuno, il cui capoluogo sorge alle sue pendici, è composto da solo due vette ragguardevoli:
- Monte Venere (965 m);
- Poggio monte Venere (822 m), un po' più spostato verso nord.

Da questa piccola catena hanno origine piccoli corsi d'acqua che tributano nel Savena (il rio Maoro e il rio Terra), nel Sambro (il rio Lama) e nel fiume Setta (il rio Cozzo).